# Front Wyzwolenia Ludu Słoweńskiego

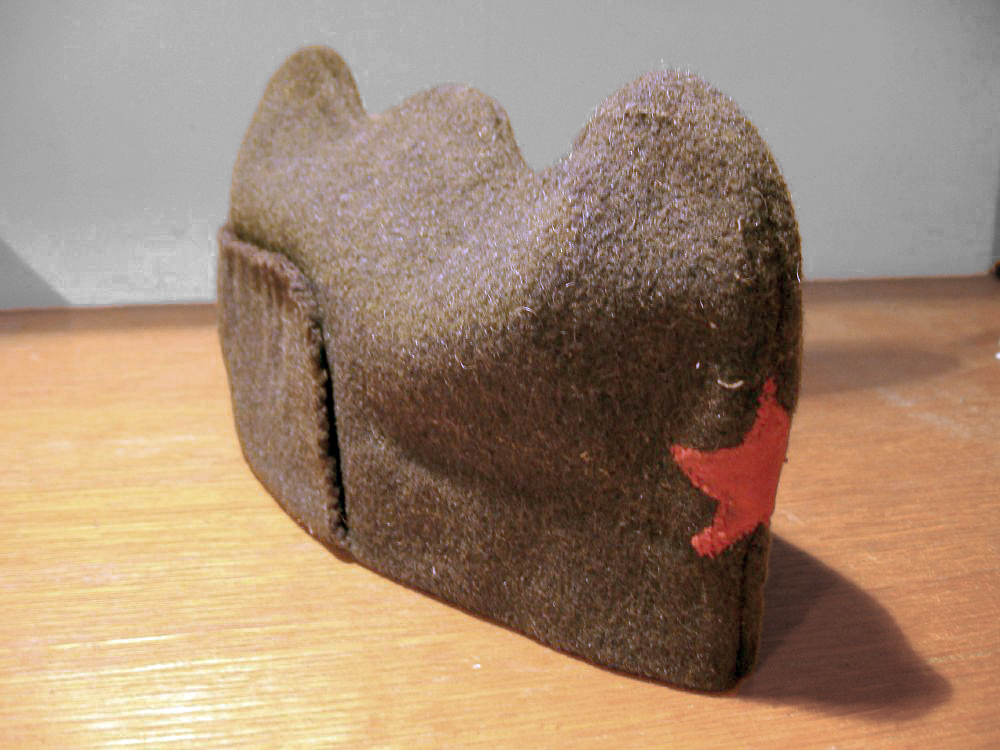
Czapka triglavka noszona przez słoweńskich partyzantów

Front Wyzwolenia Ludu Słoweńskiego (słoweń. Osvobodilna fronta Slovenskega naroda) – słoweński antyfaszystowski ruch oporu podczas II wojny światowej. Organizacja została założona w Lublanie w domu krytyka literackiego Josipa Vidmara w dniu 26 kwietnia 1941, dysponowała zbrojnym ramieniem partyzanckim.

## Działalność
Front Wyzwolenia Ludu Słoweńskiego składał się pierwotnie z wielu grup politycznych o orientacji lewicowej, w tym chrześcijańskich socjalistów i grupy intelektualistów skupionych wokół czasopism Sodobnost i Ljubljanski zvon. W trakcie wojny wewnątrz Frontu, wzrosły wpływy Komunistycznej Partii Słowenii. Front prowadził intensywną działalność propagandową, drukując biuletyny i ulotki mające przekonać Słoweńców do stawiania oporu okupantom. Dysponował własnym nielegalnym radiem, zwanym Kričač, było to precedensem w skali całej okupowanej Europy. Partyzanckie ramię organizacji podlegało bezpośrednio władzom cywilnym i działało niezależnie od innych organizacji. Dopiero w 1944 partyzantka uznała zwierzchnictwo Narodowej Armii Wyzwolenia Jugosławii dowodzonej przez Josipa Broz Tito. Na czele partyzantki stał Boris Kidrič.
W dniu 3 października 1943 na sesji, znanej jako Zgromadzenia Delegatów Narodu Słoweńskiego, które odbyło się w Kočevje wybrano 120 przedstawicieli cywilnych organów zarządzających antyfaszystowskim ruchem w Słowenii. W dniu 19 lutego 1944, 120 członków cywilnych władz Frontu Wyzwolenia zmieniło swoją nazwę na Socjalistyczny Sojusz Ludzi Pracy Słowenii i ogłosiło się tymczasowym słoweńskim parlamentem. Jedną z najważniejszych decyzji podjętych przez parlament była deklaracja przyłączenia Słowenii do federacji Jugosławii.